# Föritztal
Föritztal est une commune allemande de l'arrondissement de Sonneberg dans le sud franconien de l'État libre de Thuringe. Elle est créée le 6 juillet 2018 par la fusion des communes de Föritz, Judenbach et Neuhaus-Schierschnitz. Elle porte le nom du Föritz, un affluent du Steinach (de).

## Géographie

### Communes voisines
Les communes voisines sont, dans le sens des aiguilles d'une montre en partant du nord : Sonneberg, Tettau, Pressig, Stockheim, Mitwitz et Neustadt bei Coburg.

### Structure de la commune
La commune se divise en plusieurs quartiers : Eichitz, Föritz, Gefell, Heinersdorf, Heubisch, Jagdshof, Judenbach, Lindenberg, Mogger, Mönchsberg, Mupperg, Neuenbau, Neuhaus-Schierschnitz (avec Buch, Gessendorf, Mark, Neuhaus et Schierschnitz), Oerlsdorf, Rotheul, Rottmar, Schwärzdorf, Sichelreuth et Weidhausen.

## Histoire
Dans le cadre de la réforme territoriale de Thuringe en 2018, les communes de Föritz, Judenbach et Neuhaus-Schierschnitz décident en 2016 de fusionner volontairement. Celle-ci est adoptée le 21 juin 2018 par le parlement d'État de Thuringe en juin 2018 dans le cadre de la loi de Thuringe sur la réorganisation volontaire des communes appartenant à un arrondissement en 2018 (ThürGNGG 2018). La loi est publiée le 5 juillet 2018 au Journal officiel des lois et ordonnances de l'État libre de Thuringe et entré en vigueur le lendemain.

## Politique
Le 28 octobre 2018, le premier conseil municipal et maire de la commune de Föritztal est élu. Jusqu'alors, le représentant de l'État de l'arrondissement de Sonneberg pour la commune de Föritztal - Wolfgang Scheler - gérait les affaires de la commune et les trois conseils municipaux des anciennes communes se réunissaient.

### Maire
Avec 95,8 % des voix, Andreas Meusel (CDU) est élu premier maire de Föritztal. Il s'est imposé comme seul candidat au premier tour.
Maire d'arrondissement :
- Nouveau bâtiment : Rüdiger Scholz (indépendant) 95.2 %

(Statut : élections communales du 26 mai 2019 (de))

## Transports
La route fédérale 89 passe dans la partie sud de la commune et la route fédérale 4 sur le bord sud-ouest. Différentes routes d'État et départementales desservent les autres parties de la commune. Jusqu'en 1946, Föritz et Neuhaus-Schierschnitz disposent d'un raccordement ferroviaire sur la ligne Sonneberg-Stockheim (de) jusqu'en 1946. Jusqu'en 1945, la ligne Ebersdorf b.Coburg-Neustadt b.Coburg (de) traversait Heubisch et Mupperg, Heinersdorf était relié jusqu'en 1952 à la ligne Pressig-Rothenkirchen-Tettau (de) jusqu'en 1952 et disposait d'un point d'arrêt. liaisons ferroviaires sont interrompues par la frontière interallemande et ne sont pas rétablies.

## Logo

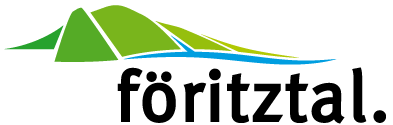
Logo de la commune de Föritztal

La commune de Föritztal a un logo depuis sa création. Le logo est conçu comme un mot et une image de marque et constitue la base du design d'entreprise. Il représente la forêt de Thuringe stylisée dans différentes nuances de vert et la rivière Föritz en bleu ; l'inscription föritztal. en noir complète le projet du designer local Jens Kaufmann. La commune de Föritztal n'a pas encore de blason.

## Personnalités liées à la ville
- Erich Apel (1917-1965), homme politique né à Judenbach.